# Cuscuta planiflora
Cuscuta planiflora é uma espécie de planta com flor pertencente à família Convolvulaceae. 
A autoridade científica da espécie é Ten., tendo sido publicada em Flora Napolitana 3: 250, t. 220, f. 3. 1824.

## Portugal
Trata-se de uma espécie presente no território português, nomeadamente no Arquipélago da Madeira.
Em termos de naturalidade é introduzida nas duas regiões atrás indicadas.

## Protecção
Não se encontra protegida por legislação portuguesa ou da Comunidade Europeia.